# Lőrinczy György (író)
Lőrinczy György (Nagykálló, 1860. december 26. – Budapest, 1941. január 28.) író, a Kisfaludy Társaság (1924) és Petőfi Társaság (1908) tagja.

## Pályája
Középiskolai tanulmányait ügyvéd apja lakóhelyén, Rimaszombatban, továbbá Eperjesen, Sárospatakon, a jogi tanulmányokat pedig a budapesti egyetemen végezte.
1883-tól 1895-ig a rimaszombati takarékpénztárban dolgozott. 1895-ben Kostenszky Géza halála után a Felvidéki Magyar Közművelődési Egyesület titkárává választotta, ettől kezdve Nyitrán élt. 1899-ben Komárom vármegye tanfelügyelője lett. Szerkesztette a Gömör-Kishont című hetilapot 1885 első felében és 1891–1893-ban Rimaszombatban, közel ezer cikket írt a lapba. Írói pályáját a Petőfi Társaság 1927-ben Jókai nagydíjjal tüntette ki.
Politikai, társadalmi cikkei, elbeszélései a megyei és a fővárosi lapokban is megjelentek. A Pallas nagy lexikonába mintegy 200 történelmi cikket írt; a Magyarország vármegyéi és városai című sorozat Nyitra vármegye című kötetében (Budapest, 1899) ő írta a vármegye közigazgatásának történetét és a megyei társadalmi mozgalmak ismertetőjét. Tagja volt a lengyel–magyar kapcsolatok ápolását célul tűző Magyar Mickiewicz Társaságnak is.
Szépíróként a vidék novellistája, a népi gondolkodásmód és érzésvilág ábrázolója. Csöndesen szemlélődő alkat, bár az erkölcsök lazulását szomorúan figyeli és elítéli. Történeteiben a kesernyés humor borongós életérzéssel keveredik: eltűntek az élet régi szépségei, a pénz uralkodik a világon. Az író lehangoló élettapasztalatait is lírával szövi át. Elhunyt kortársairól szóló megemlékezései között több kitűnő jellemkép van. Tájleírásai közül különösen a Bükk-vidék szépségeinek ábrázolása kelt figyelmet. „Hármas jelszavam, mit negyven kötet könyvem megírása közben mindig éreztem, ez volt: Szépség, Magyarság, Emberszeretet. Ezt kerestem, ezt írtam, e szerint igyekeztem élni is. És inkompatibilitást soha sem találtam” - írta visszaemlékezésében munkásságáról Lőrinczy.

## Munkái
- Nefelejts. Erzsike emléke Rimaszombat, 1888. (Versek.)
- Néhány szó a magyar közművelődési egyesületek ujjászervezéséről Nyitra, 1897
- A magam földjén Budapest, 1898
- Kis falum Budapest, 1898 (Gyermek olvasókönyv.)
- A becsület útján Budapest, 1899 (Öt ifjusági elbeszélés.)
- Igaz történetek Budapest, 1900
- Falusi potentátok Budapest, 1900 (15 elbeszélés.).
- A bujdosók Budapest, 1902
- Megtépett fészkek Budapest, 1902
- Gereblyém alól Budapest, 1906
- A rétek lelke Budapest, 1909
- A kavai fűzfák Budapest, 1911
- Útitársaim Elbeszélések. Budapest, 1911
- Fekete rózsák Budapest, 1912
- Dejanira és más novellák Budapest, 1912
- Az özvegy falu Budapest, 1916
- A kék ember meg egyéb novellák Budapest, 1918
- Az öreg pandúr Regény. Budapest, 1921
- A Pósa-asztal Emlékek. Budapest, 1922
- Az üveglap Budapest, 1922
- Az álmodó Bükk Budapest, 1925
- A boldogság császárja Regény. Budapest, 1926
- Szobrok az éjszakában Emlékek. Budapest, 1928
- Ketyegő Mátyás Regény. Budapest, 1929
- Tatárok a szárazvölgyben Regény. Budapest, 1930
- Május király Novellák. Budapest, 1931
- Magyar csodák Emlékezések. Budapest, 1935
- Mesél a falu Novellák. Budapest, 1938.